# ユルグ・ブットゲライト
ユルグ･ブットゲライト（Jörg Buttgereit, 1963年12月20日 - ）はドイツ・ベルリン出身の映画監督、脚本家である。

## 人物
物議の的となるカルト映画『ネクロマンティック』シリーズの監督で知られている。
1999年に娯楽産業から6年離れた後、テレビシリーズ『Lexx』のエピソードの監督を務めた。

## 主な作品
- ネクロマンティック Nekromantik  (1987)
- 死の王 Der Todesking  (1989)
- ネクロマンティック2 Nekromantik 2  (1991)
- シュラム 死の快楽 Schramm (1993)